# Ryszard Jasiński (aktor)
Ryszard Jasiński – polski aktor.

## Życiorys
W 1980 ukończył Państwową Wyższą Szkołę Teatralną im. Ludwika Solskiego w Krakowie. W latach 1980–1991 i 1996–2003 aktor Teatru im. Juliusza Słowackiego w Krakowie. Następnie do 2008 aktor Teatru Wybrzeże w Gdańsku.

## Filmografia
- Nie było słońca tej wiosny (1983) jako Leon
- Śmierć jak kromka chleba (1994) jako górnik Gładysz
- Boża podszewka (1997) jako Antośka (gościnnie)
- Świat według Kiepskich (1999) jako chirurg (gościnnie)
- Klinika pod Wyrwigroszem (2000–2001) jako asystent
- Trzeci oficer (2008) jako sąsiad Senta
- 39 i pół (2008) jako bezdomny
- Ziarno prawdy (2015) jako ubek